# Слободянюк, Маркиян Сергеевич
Маркия́н Серге́евич Слободяню́к (1907, с. Маркуши, Киевская губерния, Российская империя — 1982) советский государственный и партийный деятель, председатель Винницкого облисполкома (1956—1966).

## Биография
Член ВКП(б) с 1929 года.
До войны работал секретарём районного комитета ЛКСМ Украины, 1-м секретарём Винницкого районного комитета КП(б) Украины. Позже — начальником политотдела совхоза в Челябинской области.
- 1944−1956 — первый секретарь Винницкого районного комитета КП(б) КП Украины.
- 1952−1954 — кандидат в члены ЦК КП(б) КП Украины.
- 1954−1961 — член ЦК КП Украины.
- 1956−1963 — председатель исполнительного комитета Винницкого областного совета.
- 1961−1966 — кандидат в члены ЦК КП Украины.
- 1963−1964 — председатель исполнительного комитета Винницкого сельского областного совета.
- 1964−1966 — председатель исполнительного комитета Винницкого областного совета.

Был делегатом XXI съезда КПСС, а также депутатом Верховного Совета СССР 2—4 созыва и УССР 5—6 созыва.

## Награды
- Герой Социалистического Труда (1958).